# Pastores
Pastores és un municipi de la província de Salamanca a la comunitat autònoma de Castella i Lleó. Limita al Nord amb Ciudad Rodrigo i l'enclavament de Cabezal Viejo (municipi de La Encina), a l'Est amb Zamarra, al Sud amb Martiago i a l'Oest amb La Encina.
De 2003 a 2007 l'alcalde del municipi fou Santiago Marcos Hergido del partit Unión del Pueblo Salmantino.
| 1991 | 1996 | 2001 | 2004 |
| ---- | ---- | ---- | ---- |
| 50   | 65   | 62   | 48   |